# Драмбон
Драмбо́н (фр. Drambon) — коммуна во Франции, находится в регионе Бургундия. Департамент коммуны — Кот-д’Ор. Входит в состав кантона Понтайе-сюр-Сон. Округ коммуны — Дижон.
Код INSEE коммуны — 21233.

## Население
Население коммуны на 2010 год составляло 165 человек.
| 1962 | 1968 | 1975 | 1982 | 1990 | 1999 | 2010 |
| ---- | ---- | ---- | ---- | ---- | ---- | ---- |
| 98   | 104  | 80   | 79   | 112  | 139  | 165  |

## Экономика
В 2010 году среди 115 человек трудоспособного возраста (15—64 лет) 90 были экономически активными, 25 — неактивными (показатель активности — 78,3 %, в 1999 году было 68,9 %). Из 90 активных жителей работали 84 человека (43 мужчины и 41 женщина), безработных было 6 (3 мужчин и 3 женщины). Среди 25 неактивных 8 человек были учениками или студентами, 8 — пенсионерами, 9 были неактивными по другим причинам.